# 시그리드 발디스

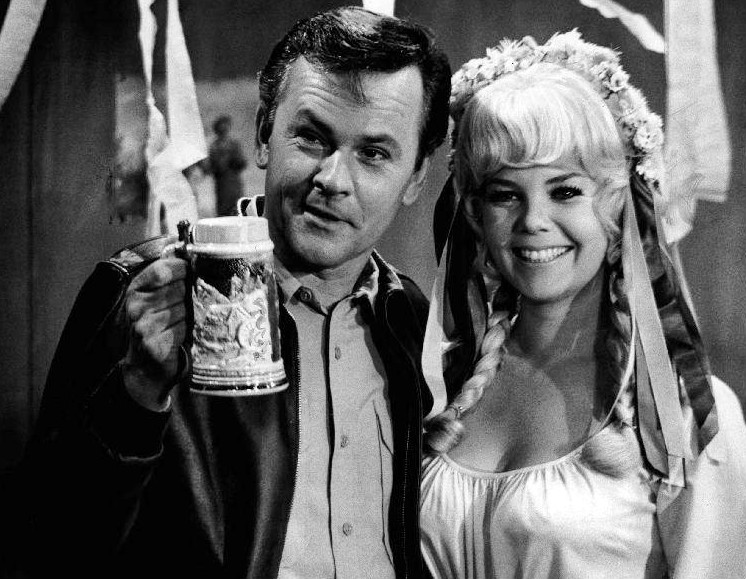

시그리드 발디스(영어: Sigrid Valdis, 1935년 9월 21일 ~ 2007년 10월 14일)는 미국의 배우, 텔레비전 배우, 영화배우이다.
베이커즈필드에서 태어났으며 애너하임에서 사망했다.

## 영화
- 호간의 영웅들 (1965년)
- 서부를 향해 달려라 (1965년)
- 위기의 남자 (1965년)
- 전격 후린트 고고작전 (1965년)